# Aquisgrana
Aquisgrana (AFI: /akwizˈɡrana/; in tedesco Aachen; in ripuario Oche; in francese Aix-la-Chapelle; in olandese Aken; in latino Aquisgranum) è una città tedesca di 249 070 abitanti della Renania Settentrionale-Vestfalia.
È capoluogo dell'omonima regione urbana (Städteregion), un ente sovracomunale che esercita funzioni simili a quelle di un circondario.

## Geografia fisica
La città di Aquisgrana, sita in prossimità della trifrontiera con il Belgio e con i Paesi Bassi, sorge in una valle circondata da alture boscose, la valle del Wurm, un affluente del Roer, fiume tributario della Mosa. Per questa sua posizione è la città più occidentale della Germania. Centro termale e rilevante polo industriale, fu sede della corte di Carlo Magno, che vi fece costruire la celebre Cattedrale, che nel 1978 è stata dichiarata dall'UNESCO Patrimonio dell'umanità.

## Storia

### Origini
Come attestano le tracce di sfruttamento di una cava di selce presso il Lousberg risalenti alla prima metà del III millennio a.C., la zona era già frequentata nel Neolitico.
L'insediamento più antico della città deve la sua origine alle sue salubri sorgenti termali, le cui acque calde furono utilizzate probabilmente dalle popolazioni celtiche della zona. Secondo la tradizione la città fu fondata dal romano Grenus, sotto l'imperatore Adriano, attorno al 124 d.C. I resti di alcuni bagni di un campo militare romano sono stati trovati a testimonianza del primo insediamento romano. Il nome latino Aquae Granni è riscontrabile per la prima volta solo a partire dal 765 d.C., quando il re franco Pipino festeggiò in questa località il Natale con suo figlio. Un utilizzo precedente del termine Aquae Granni, ovverosia risalente al tempo dell'Impero romano, non è documentabile. Il termine originario Ahha o Acha si riferisce all'acqua e alle sorgenti di acqua termali che hanno dal Neolitico caratterizzato questa zona, mentre Grannus era il dio celtico della salute.

### Dal V secolo al Sacro Romano Impero
A partire dal V secolo la zona fu occupata dai Franchi Ripuari e il rinvenimento di tombe franche della metà del VII secolo attesta la continuazione del centro abitato in quest'epoca. Sembra che Aquisgrana sia stata sede di una corte reale già sotto i Merovingi, ma fu sotto Carlo Magno che divenne particolarmente importante, poiché la scelse come suo luogo di residenza preferito, la impreziosì con un maestoso palazzo imperiale ed una cappella nella quale diede ordine di essere sepolto.
La prima menzione della città (Aquis villa) si trova nello storico carolingio Eginardo, il quale racconta che il re dei Franchi Pipino il Breve vi trascorse il Natale del 765 e la successiva Pasqua. Nel 768 Carlo Magno vi trascorse il Natale, decidendo di stabilirvi la propria residenza invernale.

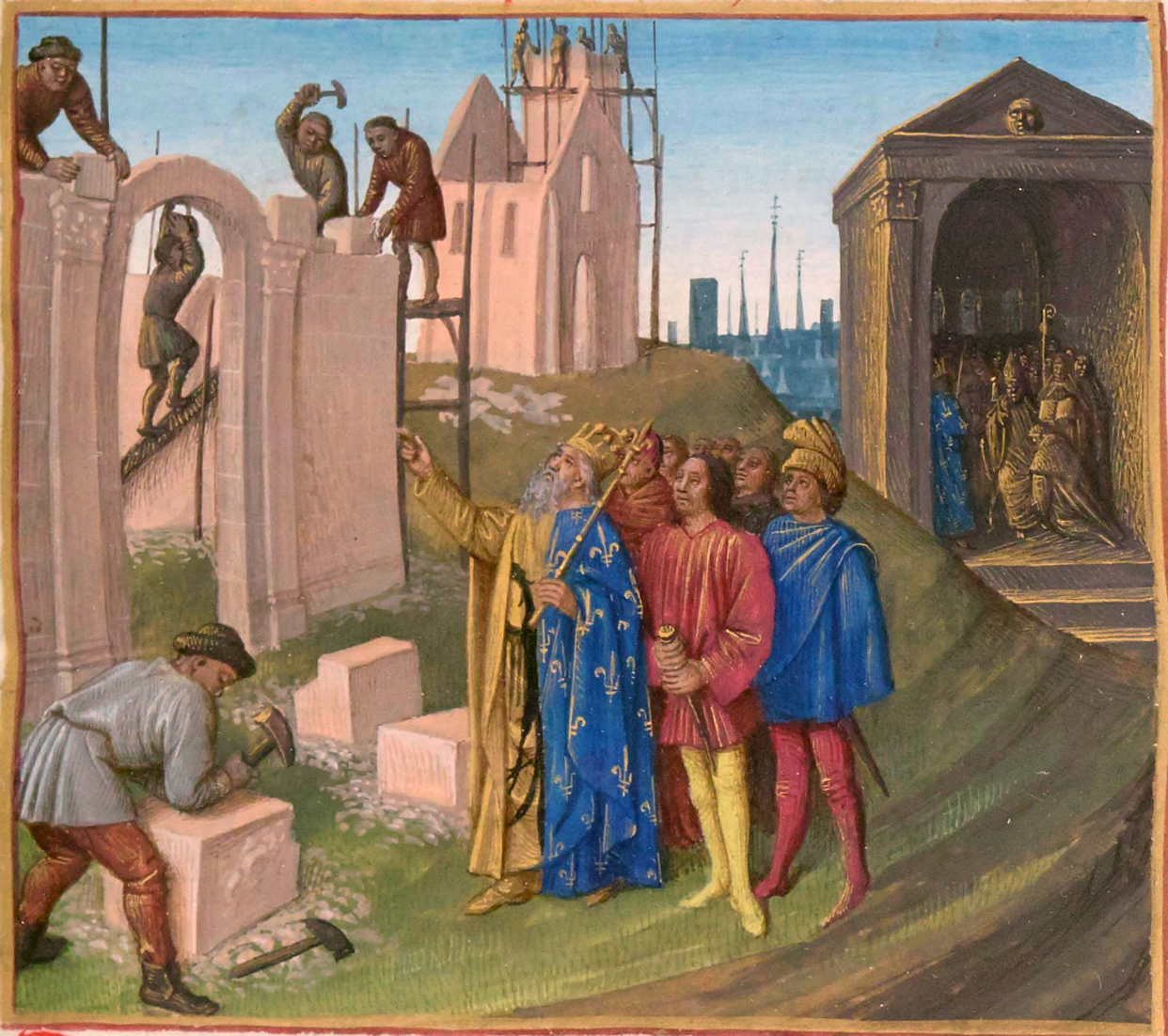
Visita di Carlo Magno al cantiere del palazzo e della cappella di Aquisgrana, miniatura di Jean Fouquet nelle "Grandes Chroniques de Frances", XV secolo

Nel 936 Ottone I fu il primo imperatore incoronato nella Cattedrale e, da quel momento, fino a Ferdinando I, nel 1531, 37 imperatori del Sacro Romano Impero vennero incoronati "Re dei Germani" ad Aquisgrana. Nel 1002 fu sepolto nella Cattedrale anche l'imperatore Ottone III.
Nel 1165 l'imperatore Federico I Barbarossa la dichiarò città libera e sede dell'impero e le diede il diritto di tenere mercato e di battere moneta. Nel 1171 venne costruita la prima cinta di mura. Nel 1248 la città venne conquistata da Guglielmo II d'Olanda, dopo un assedio durato sei mesi. Nel 1257 si iniziò la costruzione di una seconda cinta di mura, più esterna, completata nel secolo successivo.
Per tutto il Medioevo, le preziose reliquie ottenute da Carlo Magno e da Ottone III per la cappella imperiale furono oggetto di grandi pellegrinaggi (i cosiddetti "Pellegrinaggi al Santuario"), che attiravano torme di pellegrini da Germania, Austria, Ungheria, Inghilterra, Svezia ed altri paesi. Dalla metà del XIV secolo, divenne uso comune esporre le quattro reliquie una volta ogni sette anni. Questi pellegrinaggi, le incoronazioni degli imperatori tedeschi, il fiorente commercio ed i privilegi conferiti dai vari imperatori contribuirono a rendere Aquisgrana una delle prime città dell'Impero.

### Il declino della città
La decadenza di Aquisgrana iniziò con le lotte religiose che furono conseguenza della Riforma protestante. Nell'anno 1524, Albrecht von Muenster portò in città per la prima volta il protestantesimo, di cui successivamente fu vietata la predicazione. Il predicatore fu messo a morte per due omicidi attribuitigli durante il suo soggiorno nelle città di Maastricht e di Wesel. Tuttavia, ben presto ad Aquisgrana si formò una nuova comunità protestante che, gradualmente, raggiunse una forza tale da determinare, nel 1581, l'elezione di un borgomastro protestante. Nel 1597 la città fu sottoposta ad embargo, fatto rispettare dal duca di Jülich, signore cattolico della città. Nel 1600, i cattolici furono ripristinati nel godimento dei loro diritti ed invitarono i Gesuiti. In un censimento del 1601 la città contava ancora circa 14 000 abitanti.
Nel 1611, tuttavia, i protestanti insorsero, saccheggiarono il collegio dei Gesuiti e nel 1612 scacciarono i funzionari cattolici aprendo le porte della città alle truppe provenienti dal Brandeburgo. L'impero impose nuovamente l'embargo alla città, fatto osservare dal generale genovese Ambrogio Spinola. In seguito a tali eventi, i capi protestanti furono processati o mandati in esilio. Questi problemi, insieme ad un grande incendio che, nel 1656, distrusse circa 4000 case, misero fine alla prosperità della città.

### Dai trattati di Aquisgrana alla Prussia

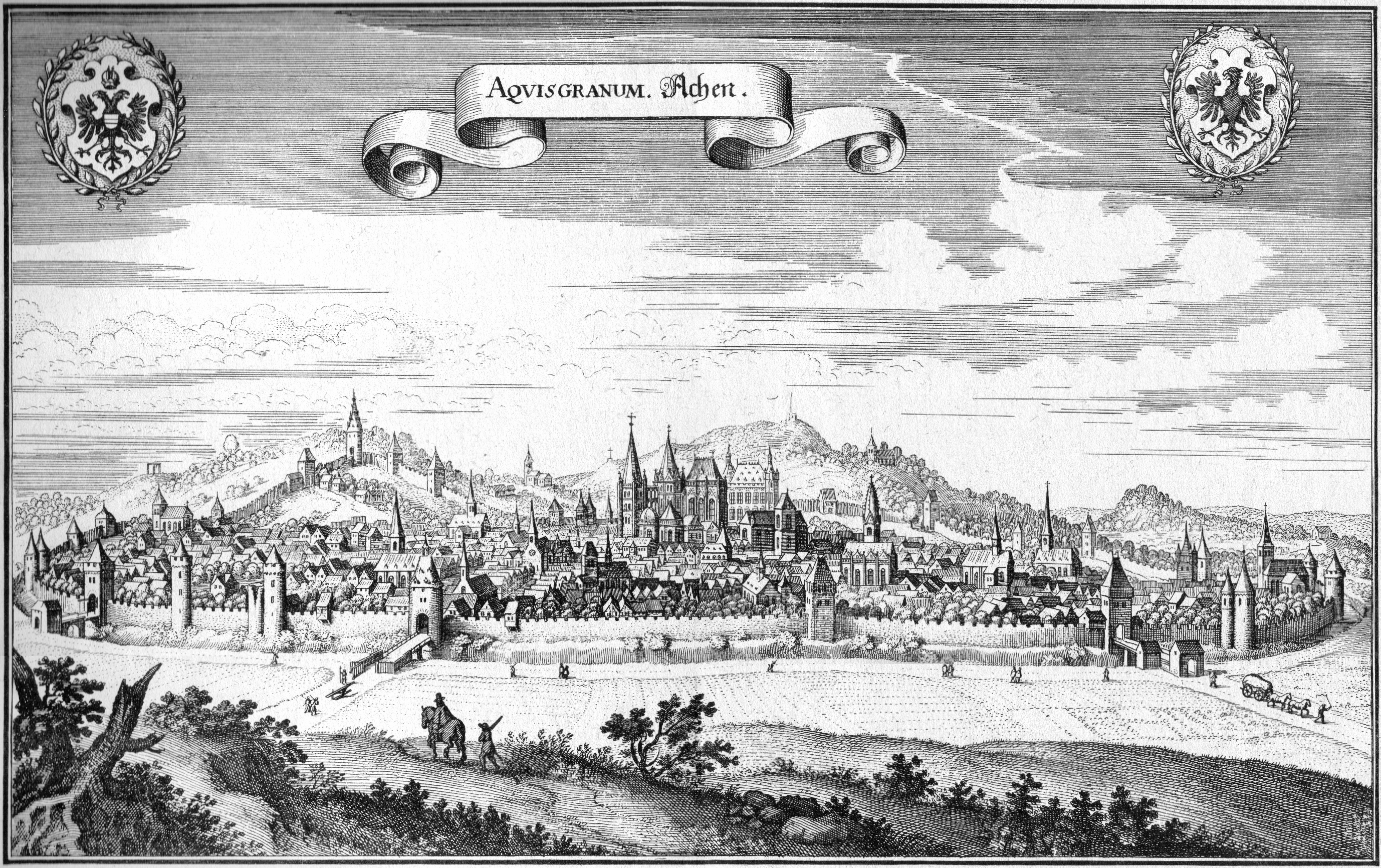
Veduta di Aquisgrana in una stampa di Matthäus Merian (1647)

Nel XVII e nel XVIII secolo, nella città, furono conclusi due importanti trattati di pace. Col trattato di Aquisgrana del 2 maggio 1668, Luigi XIV si accordò con la Tripla Alleanza della Haye (formata da Inghilterra, Paesi Bassi e Svezia) per porre fine alla cosiddetta guerra di devoluzione contro la Spagna, con la quale si era impossessato dei Paesi Bassi spagnoli e della Franca Contea. Per non impantanarsi in una guerra europea, Luigi XIV acconsentì a restituire i territori conquistati in cambio di 12 piazzeforti fiamminghe.
Il secondo trattato, sottoscritto 18 ottobre 1748, pose fine alla guerra di successione austriaca. Negli anni 1793 e 1794, Aquisgrana fu occupata dai francesi, nel 1798 fu annessa alla Repubblica francese e, nel 1802, divenne, di fatto, la capitale del Dipartimento del Roer.
Infine, nel 1815, Aquisgrana passò sotto la Prussia. Dal 30 settembre all'11 novembre 1818, nella città si tenne una conferenza tra i sovrani di Russia (Alessandro I), Austria (Francesco I) e Prussia (Federico Guglielmo III) ed i plenipotenziari di Francia ed Inghilterra per determinare le relazioni tra la Francia e le Potenze. La Francia ottenne una riduzione delle indennità di guerra, la partenza anticipata dell'esercito di occupazione, e l'ammissione nella Santa Alleanza; le altre quattro potenze garantirono, contro future rivoluzioni, il trono di Francia ai Borbone.

### XIX secolo
Nel corso del XIX secolo, sotto il dominio prussiano, Aquisgrana tornò alla prosperità, soprattutto grazie allo sviluppo delle miniere di carbone e lignite site nelle sue adiacenze, che permisero il sorgere delle prime grandi industrie (siderurgiche e tessili per lana e seta), ma anche in conseguenza del gran numero di visitatori che affollavano le sue terme.
Nel 1830 si ebbe una rivolta operaia, sanguinosamente repressa. La città, comunque, si espanse oltre la cinta delle mura giungendo ad integrare, alla fine del secolo, la cittadina di Burtscheid e a superare i 100 000 abitanti. Con l'inaugurazione del Teatro (1825) e della prima Biblioteca municipale (1831) vi fu anche lo sviluppo della vita culturale. Nel 1865, infine, si assistette alla fondazione del cosiddetto Politecnico, ossia della RWTH (Rheinisch-Westfälische Technische Hochschule, "Scuola tecnica superiore della Renania-Westfalia"), conosciuta anche con il nome internazionale di "RWTH Aachen University".

### XX secolo
Dopo la prima guerra mondiale, la parte occidentale del territorio cittadino passò al Belgio. Nel 1930 divenne sede episcopale. Subì pesanti danni durante la seconda guerra mondiale, sia per le conseguenze di cinque bombardamenti, subiti a partire dal 1941, sia per i combattimenti, durati sei settimane, che portarono alla sua presa da parte degli Alleati il 21 ottobre del 1944: il 65% degli edifici cittadini andò distrutto e gli abitanti si ridussero a circa 11.000. Fu la prima città tedesca ad essere conquistata dagli alleati.

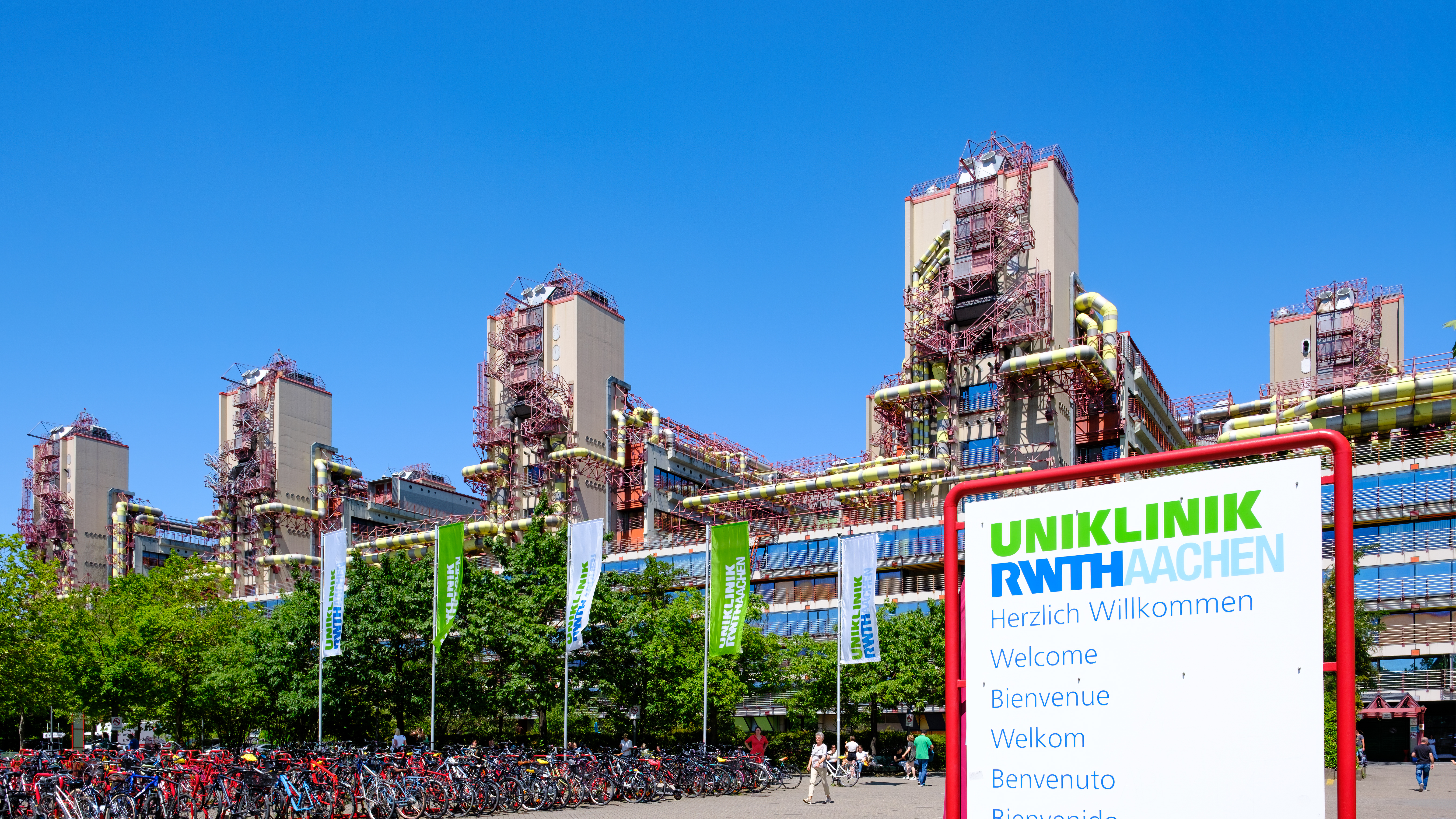
Facciata dell'ospedale universitario inaugurato nel 1985.

La successiva ricostruzione, iniziata nel 1945, sotto l'occupazione prima statunitense, quindi britannica e infine belga, e il ritorno degli abitanti fece rinascere la città in forme moderne. Nel 1972 la popolazione raggiunse i 237 108 abitanti in seguito all'integrazione dei comuni di Brand, Eilendorf, Richterich e Walheim. Nel 1950 si ebbe la prima edizione del "Premio internazionale "Carlo Magno" della città di Aquisgrana", destinato a premiare l'impegno di persone o associazioni a favore dell'integrazione europea.
Nel 1985 è stato inaugurato il nuovo ospedale universitario, ("Universitätsklinikum Aachen", o "Ospedale universitario di Aquisgrana", abbreviato in "UKA"), il maggiore edificio ospedaliero d'Europa, i cui lavori, iniziati nel 1972, sono stati considerati "il più grande cantiere d'Europa". L'ospedale è un centro di ricerca ed ospita le facoltà di medicina della "RWTH".

## Monumenti e luoghi d'interesse

### Edifici religiosi

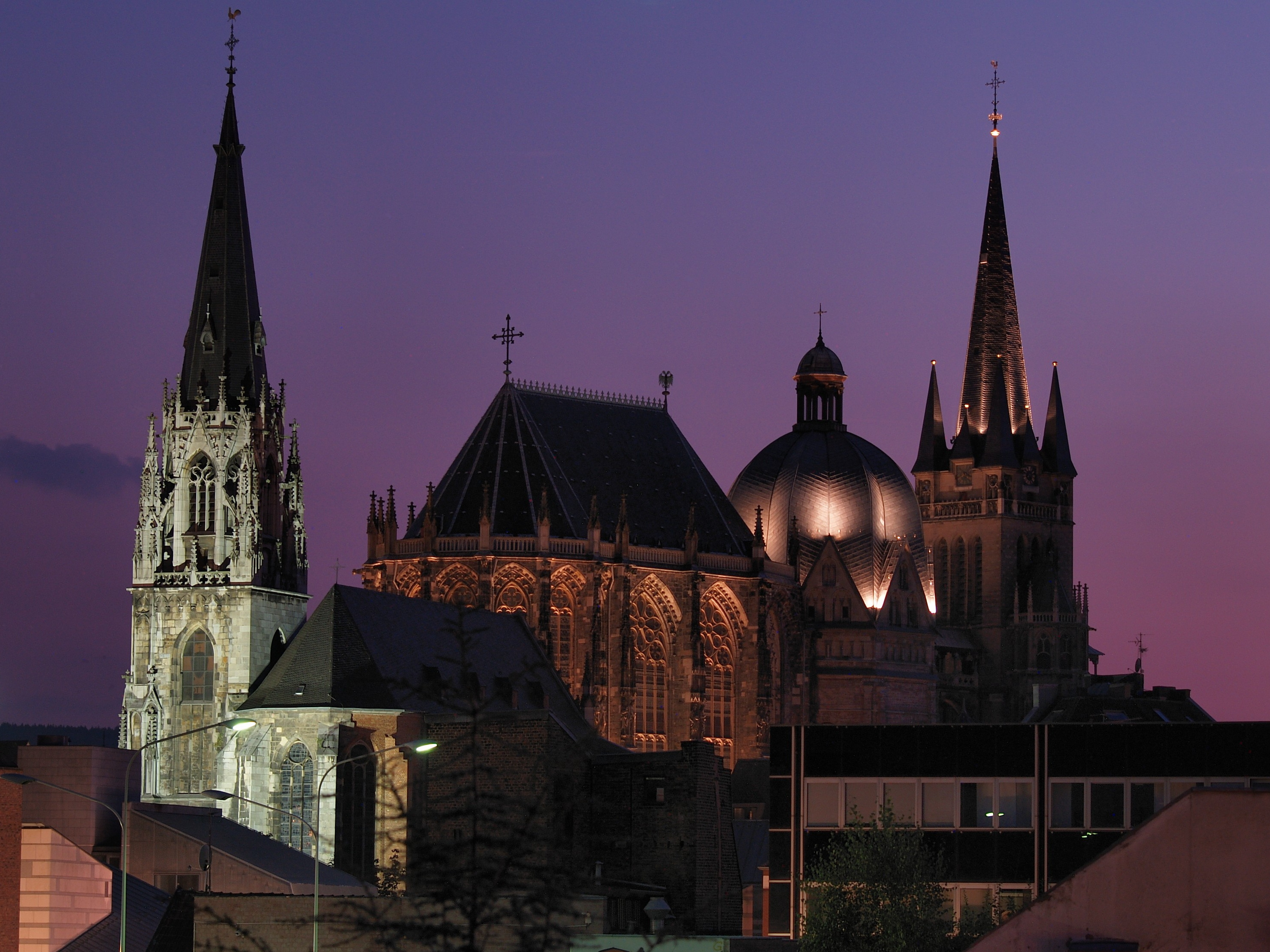
La Cattedrale di Aquisgrana e la torre gotica di Sankt Foillan.

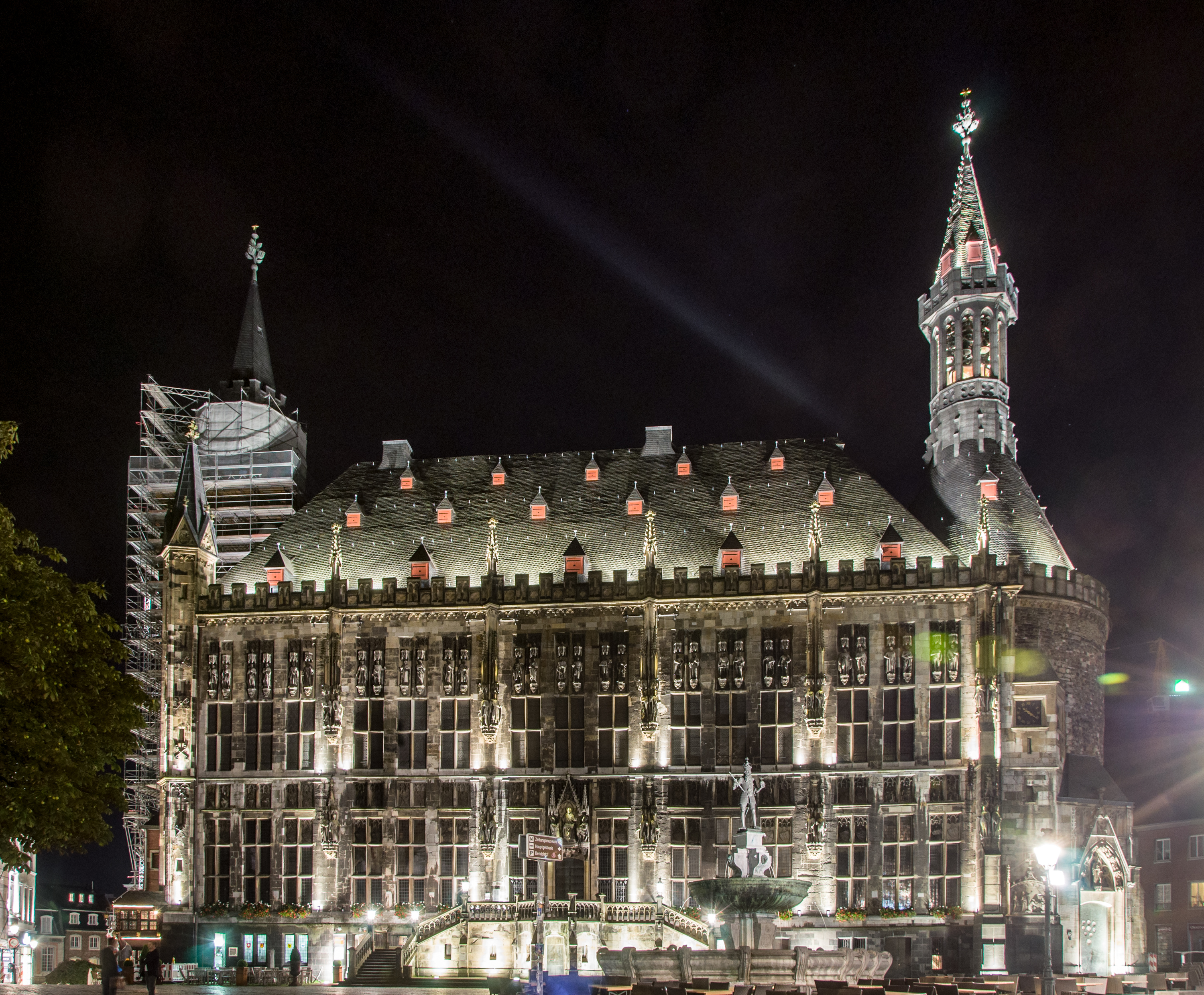
Il Municipio di Aquisgrana.

- Cattedrale e Cappella Palatina costituiscono i monumenti più importanti della città. Fu eretta per volere di Carlo Magno nel 786 d.C. diventando la più grande cattedrale a nord delle Alpi. Alla sua morte Carlo Magno venne sepolto qui e i suoi resti sono ancora conservati in uno scrigno all'interno dell'edificio. La Cappella Palatina costituisce il nucleo originale della cattedrale, che nel corso dei secoli venne più volte ampliata risultando in un curioso ed unico miscuglio di stili architettonici. Per 600 anni, dal 936 al 1531, la cattedrale fu luogo di incoronazione per re tedeschi (31) e regine (12).

### Edifici civili
- Antico Municipio. Di stile gotico, fu costruito nel XIV secolo sulle fondamenta del palazzo reale di Carlo Magno, sotto la guida di Gerhard Chorus, sindaco di Aquisgrana. Solo la Torre Granus rispecchia l'architettura originale risalente a Carlo Magno. Al primo piano si trova la sala di incoronazione e cinque affreschi dell'artista Alfred Rethel - artista nativo di Aquisgrana - adornano le pareti, mostrando scene leggendarie della vita di Carlo Magno. Nel municipio sono inoltre da vedere le copie delle insegne imperiali (globo, corona imperiale, spade) e le miniature carolinge. Al piano terra vi sono invece camere riccamente adornate a testimoniare la gloria della città libera del XVII e XVIII secolo, quando il municipio fu ricostruito in stile barocco.
- Grashaus. Si trova al mercato del pesce ed è non solo una delle case più antiche della città, ma il primo municipio di Aquisgrana. La facciata risale al 1267 e l'edificio probabilmente si innalza su fondamenta ancora più antiche. Qui si tenevano feste popolari e quasi certamente funerali fino al XIV secolo; queste funzioni vennero poi svolte nel nuovo municipio di Aquisgrana, costruito sulle fondamenta del palazzo reale di Carlo Magno. Il Grashaus venne invece adibito a prigione e luogo di esecuzione e successivamente usato come archivio.
- Casa Löwenstein. Venne costruita nello stesso periodo del municipio di Aquisgrana; fu completata probabilmente nel 1345. Si trova nella piazza del mercato ed è uno dei pochi edifici gotici insieme alla cattedrale e al municipio ad essere sopravvissuti al grande incendio del 1656. L'uso originale dell'edificio è sconosciuto; potrebbe essere stato una taverna ed in seguito divenuto residenza per i cittadini ricchi di Aquisgrana. Prende il nome da Anna Löwenstein: il suo primo proprietario conosciuto e di nobile famiglia. Una particolarità della casa è la figura del Santo Giovanni Nepomuceno, in una nicchia dell'edificio, risalente al 1747. Oggi la casa funge in particolar modo da archivio e museo del carnevale di Aquisgrana.
- Elisenbrunnen. La "Fontana di Elisa" è un edificio neo-classico, opera degli architetti Johann Peter Cremer e Karl Friedrich Schinkel, completato nel 1827 e ricostruito in seguito ai bombardamenti della seconda guerra mondiale nel 1953. Insieme al duomo e alla cattedrale è uno dei simboli di Aquisgrana. Deve il suo nome alla principessa Elisabetta Ludovica di Baviera. L'edificio venne ideato per contornare le fontane di acqua termale e curativa provenienti dalla sorgente dell'imperatore. È costituito da un atrio aperto con un portico dorico e un padiglione a destra e a sinistra con più locali. L'acqua calda (della sorgente dell'imperatore) (52 °C) scorre da due fontane. È ricca di zolfo, e per questo motivo è contraddistinta da un caratteristico odore di uova marce (solfuro di idrogeno). In passato veniva considerata acqua potabile e bevuta da numerosissime persone proprio per le sue proprietà curative. Lastre di marmo nell'edificio ricordano nomi di personaggi prominenti che hanno bevuto l'acqua termale dalle fontane di Elisa. Alcuni esempi sono: Pietro il Grande, Federico il Grande, Giacomo Casanova e Georg Friedrich Händel. Oggi tuttavia, in seguito a regolamentazioni EU, la potabilità dell'acqua è un argomento problematico; per la sua composizione l'acqua è infatti da considerarsi un farmaco e per questo non può essere più somministrata senza controllo. L'edificio oggi viene quindi adibito anche ad altre funzioni; ospita eventi culturali come ad esempio la salsa o il tango argentino.

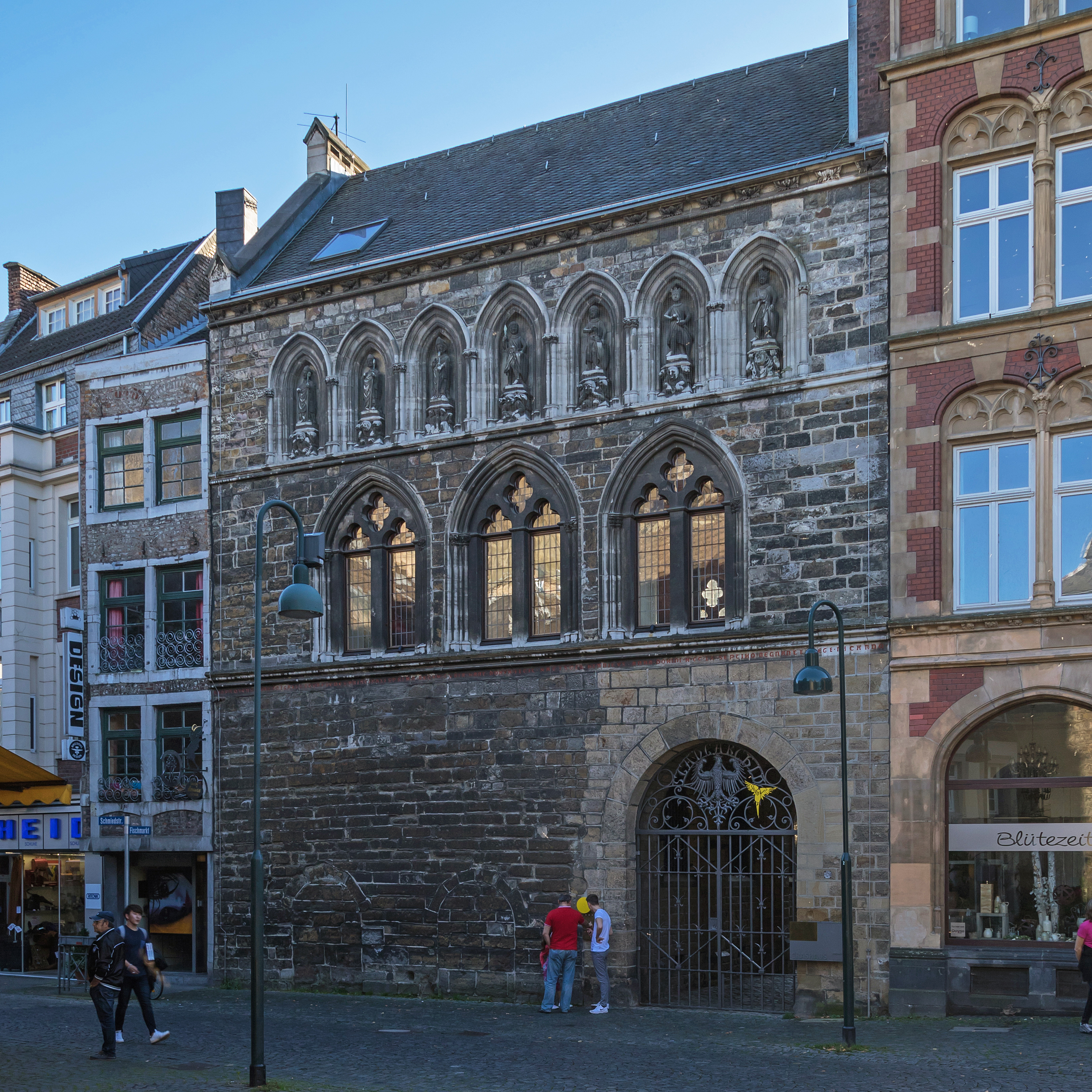
Grashaus
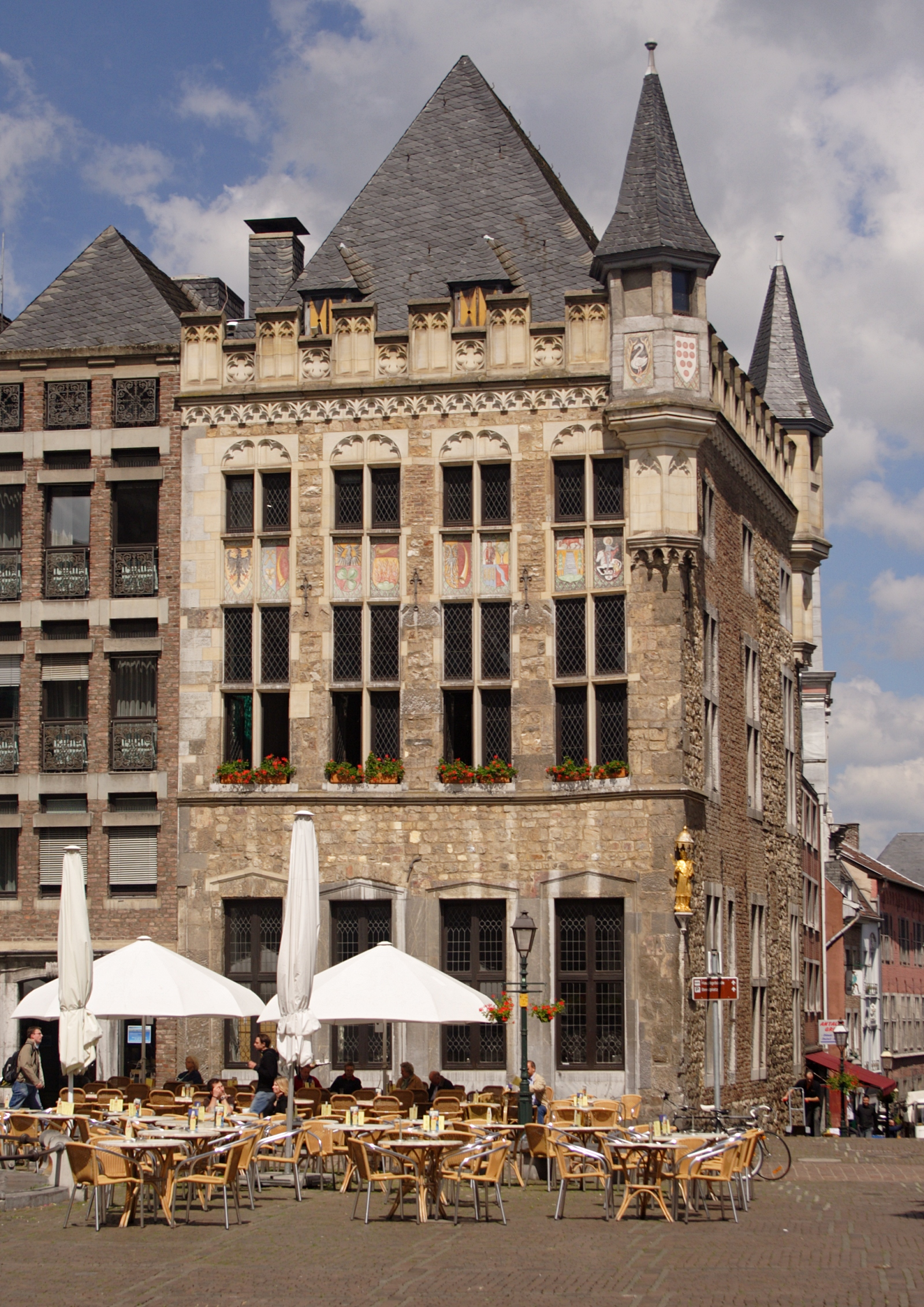
Casa Löwenstein
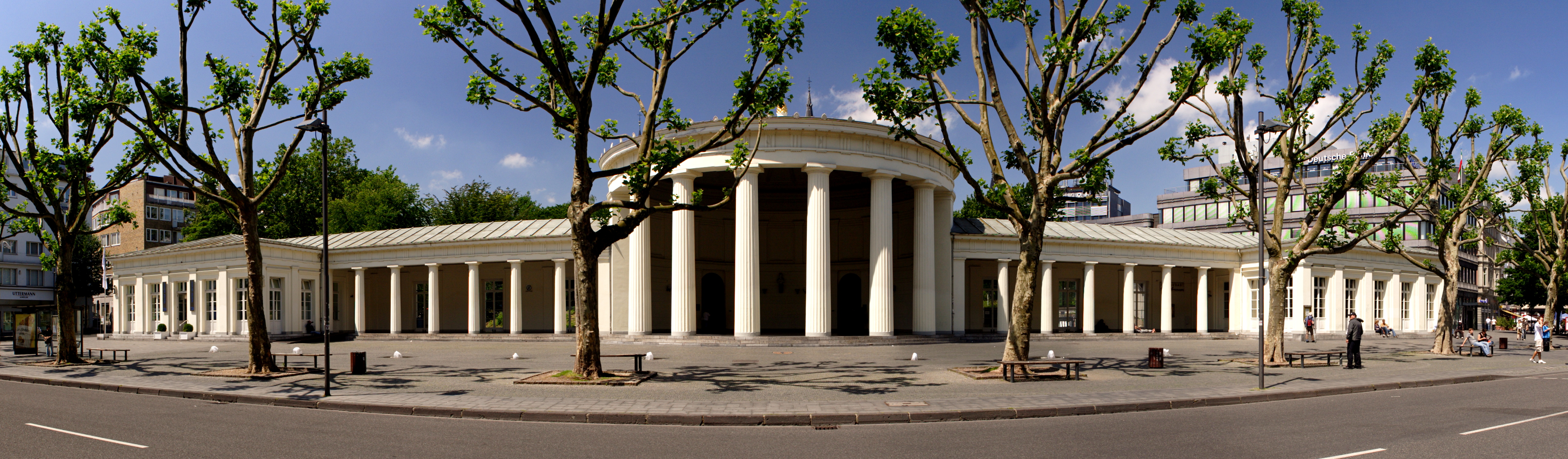
Elisenbrunnen

### Antiche porte cittadine di Ponttor e Marschiertor, e resti delle mura

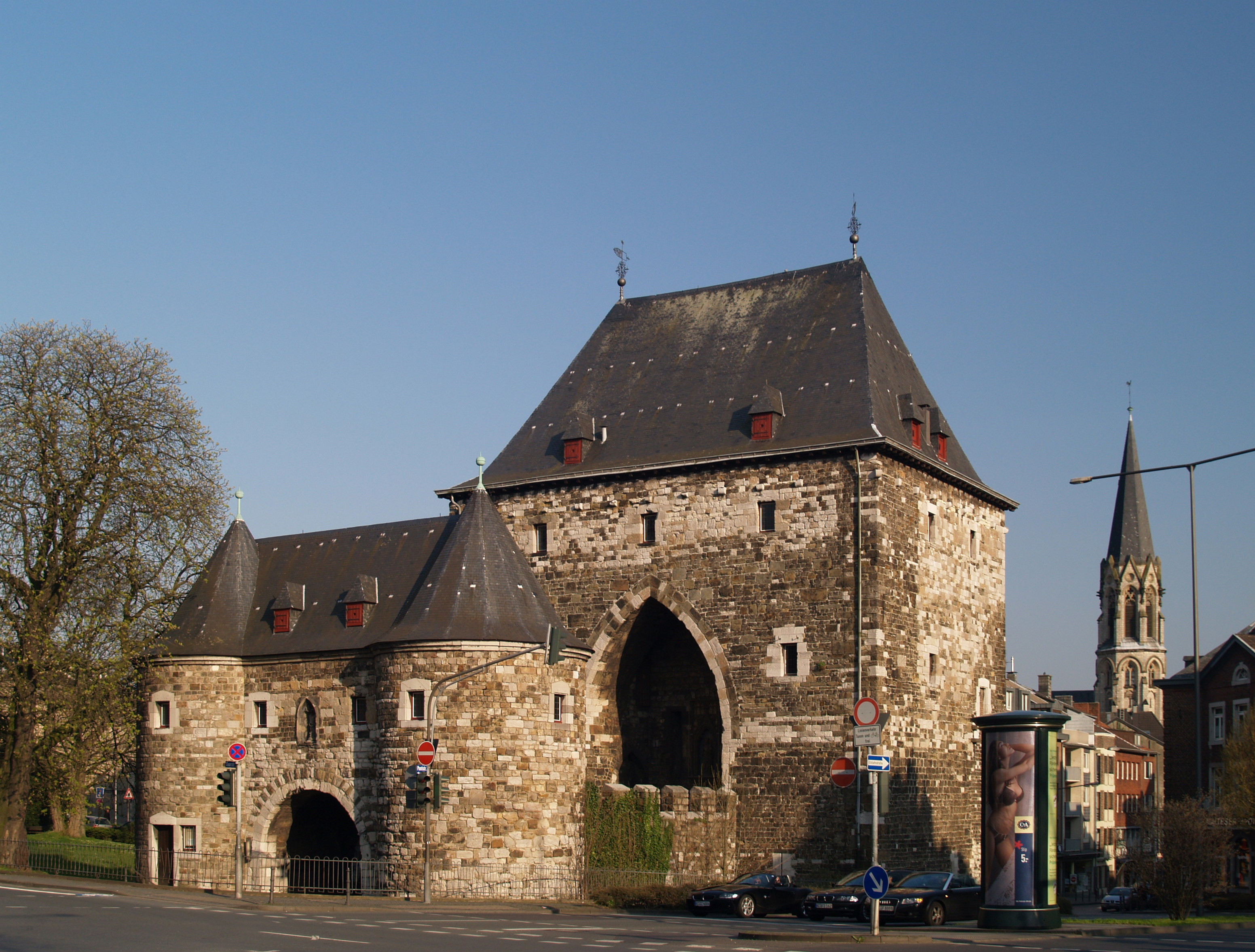
Ponttor

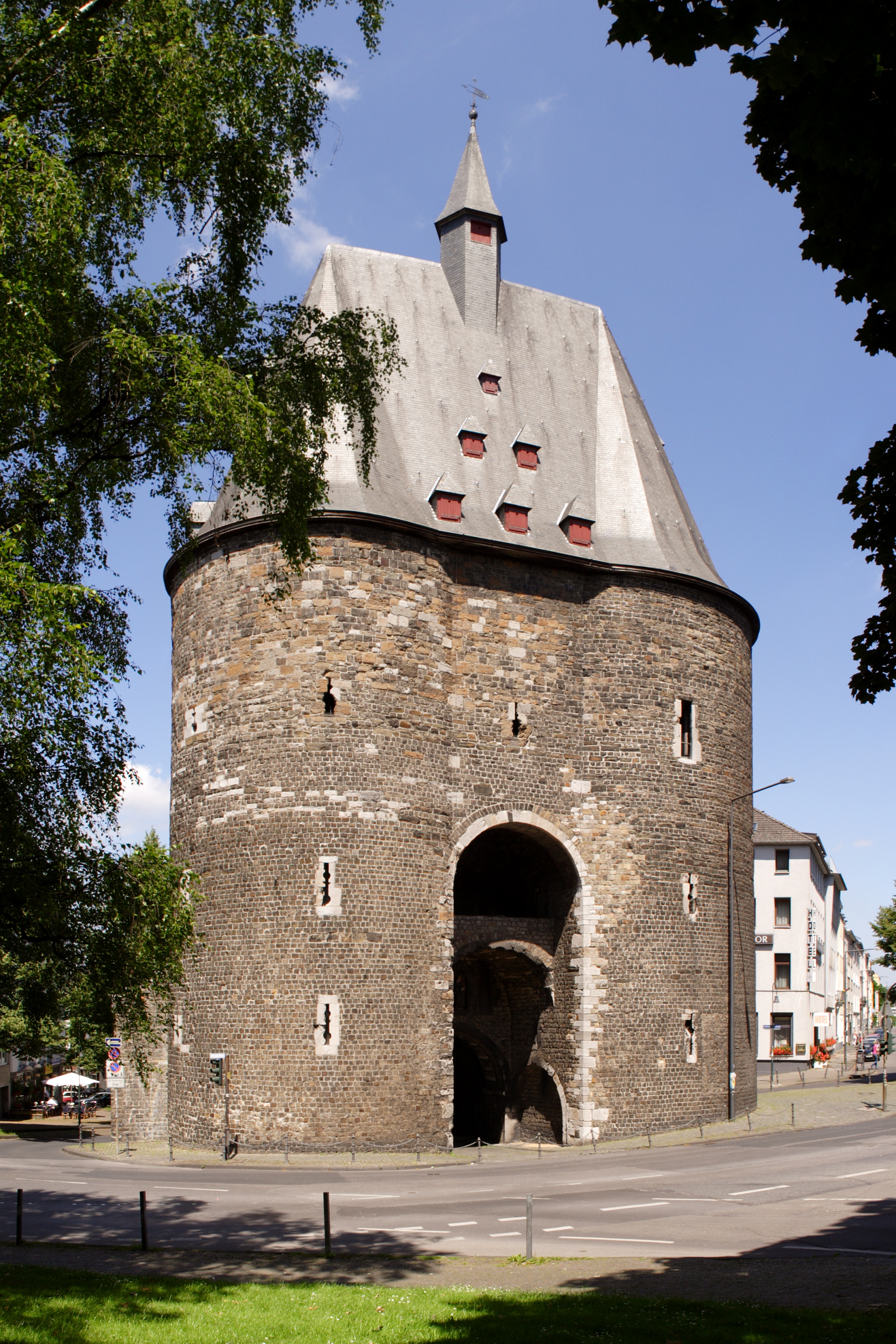
Marschiertor

- Ponttor, si trova alla fine di Pontstraße ed è una delle poche porte medievali di questo genere, della Renania, ancora ben conservate. Fu costruita nella seconda metà del XIII secolo come parte integrante delle mura esterne.
- Marschiertor, dello stesso periodo è situata alla fine di Franzstraße: l'altra porta che ci resta delle 11 esistenti attorno alla città. Marschiertor è, tra l'altro, una delle più grandi porte dell'Europa occidentale in buono stato di conservazione. In passato ha funto da deposito armi e da altre svariate funzioni: rifugio per senzatetto, ostello della gioventù ecc.

Attorno alla città si possono inoltre vedere parti restanti delle mura medievali come alcune torri, alcune parti sono state integrate però in edifici più recenti.

### Fontane e monumenti
Aquisgrana è famosa anche per le sue innumerevoli fontane che sottolineano ed evidenziano l'importanza dell'acqua per questa città (antica stazione termale). Alcuni esempi sono:
- Karlsbrunnen (La fontana di Carlo Magno). La fontana rappresenta Carlo Magno con in mano il globo e lo scettro imperiale; si trova nella piazza del mercato e volge le spalle al municipio. È la più antica fontana della città ancora in funzione. Risale al 1620, con alcuni elementi aggiunti del secolo successivo. Durante l'invasione francese nel 1792 la statua di Carlo Magno fu portata via come bottino di guerra, venne poi restituita grazie alle trattative del sindaco Johann Wilhelm Gottfried von Lommessem nel 1804. La statua di Carlo Magno è stata attualmente sostituita con una copia: l'originale si può osservare nella sala di incoronazione del municipio.
- Puppenbrunnen (La fontana delle bambole). La fontana si trova in Krämerstraße, nei pressi del duomo e della cattedrale. È stata creata nel 1975 dallo scultore Bonifatius Stirnberg. Rappresenta un invito per i bambini al gioco e raffigura i personaggi tipici della vita di Aquisgrana: un cavaliere e il suo cavallo, una donna del mercato, un prelato, un professore ed un arlecchino, bambole e maschere di carnevale. Infine vi è un gallo al di sopra di tutte le figure a simboleggiare probabilmente la dominazione francese. Tutte le figure hanno articolazioni mobili.
- Kreislauf des Geldes (Circolazione del denaro). La fontana è dietro l'angolo di Hartmannstraße / Ursulinerstraße, costruita nel 1977 dallo scultore Karl Henning Seemann. Finanziata dalla Cassa di Risparmio di Aquisgrana rappresenta la circolazione del denaro. L'acqua, proveniente dalle sorgenti termali si muove infatti costantemente in senso antiorario, anche d'inverno a mostrare il flusso continuo del denaro. Sul bordo della fontana vi sono inoltre sei figure in bronzo che hanno a che fare col denaro: rappresentano l'avarizia, l'avidità, la protezione e l'accattonaggio. Inoltre c'è la figura di un padre che spiega al bambino come adoperare il denaro.
- Türelüre-Lißje-Brunnen. Questa fontana è un'opera di Hubert Löneke, costruita nel 1967. Rappresenta una vecchia canzone per bambini, nella quale alcuni ragazzini impediscono ad una bambina di raggiungere il bagno, col risultato che la bimba non riesce più a trattenere la pipi. La fontana fa angolo tra le due strade Rennbahn e Klappergasse. Ci sono inoltre molte altre interessanti fontane in tutta la città, come il Hühnerdieb (ladro di polli) al mercato dei polli, il Fischpüddelchen (un bambino nudo con in mano due pesci) al mercato del pesce e il Hotmannspief (monumento delle quattro vergini) in Alexanderstraße.

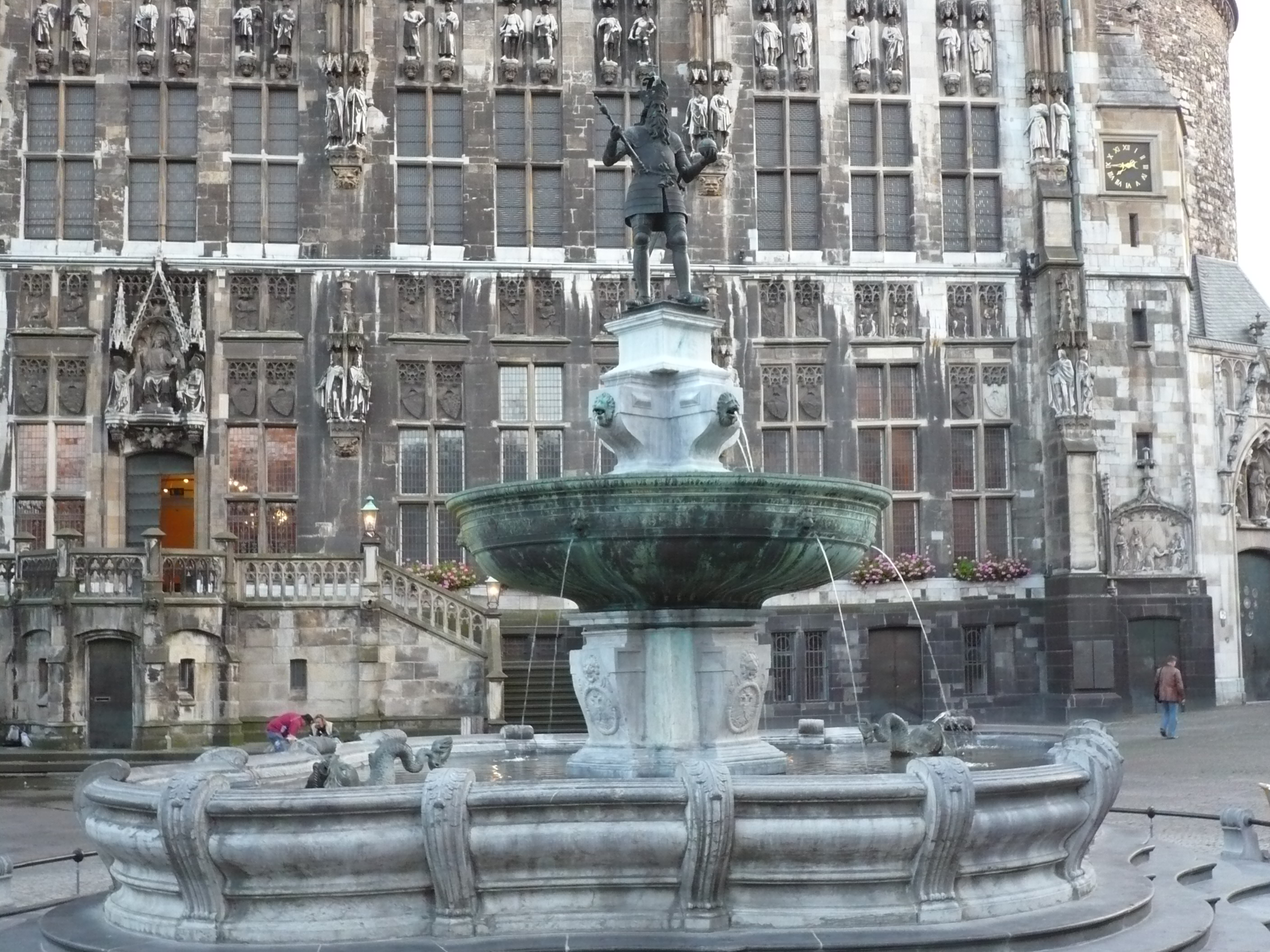
Karlsbrunnen
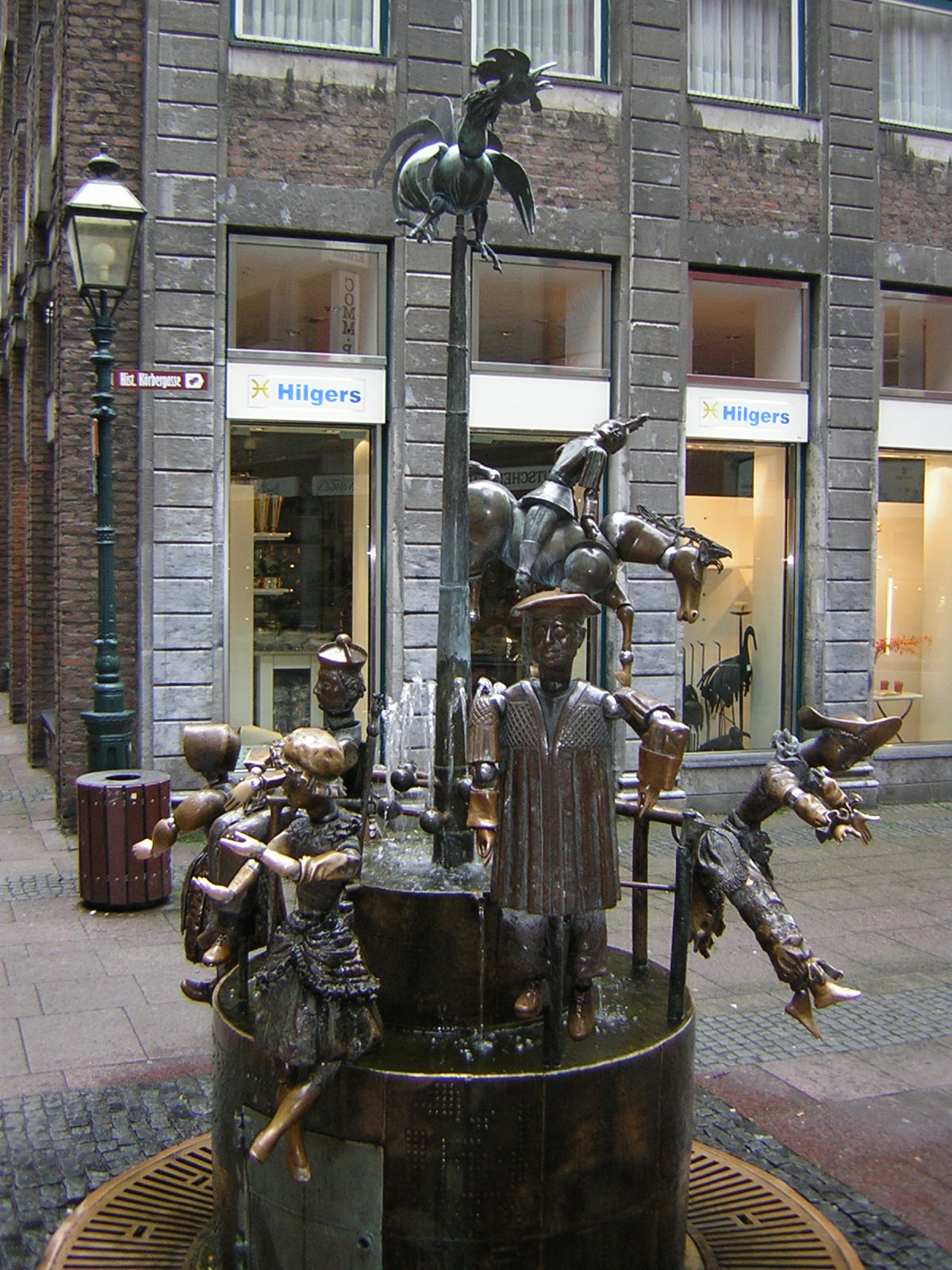
Puppenbrunnen
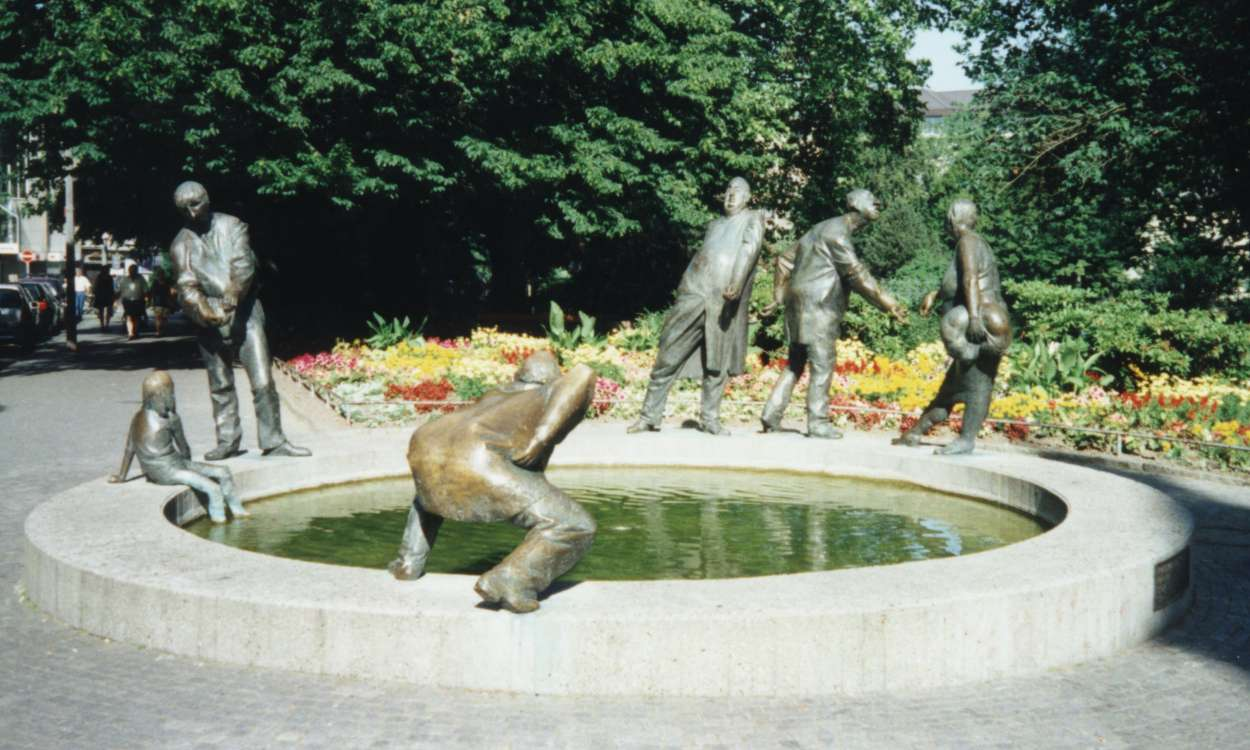
Kreislauf des Geldes

Vi sono anche monumenti importanti come ad esempio:
- Klenkes-Denkmal. Questo monumento si trova a Holzgraben ad Aquisgrana e raffigura dei ragazzi con il mignolo della mano destra alzato (da qui il nome Klenkes, cioè mignolo). Risale al 1970, ed è un monumento dello scultore Hubert Löneke. Il mignolo della mano destra alzato è da anni un simbolo rappresentativo della città di Aquisgrana e ciò è dovuto al fatto che in passato Aquisgrana era nota per le sue industrie tessili e le fabbriche di aghi. Qui vi lavoravano principalmente bambini che usavano il mignolo per eliminare gli aghi difettosi. Anche in seguito al declino di questo settore il mignolo alzato è rimasto un segno distintivo della città, nonché anche una forma di saluto.

### Nei dintorni

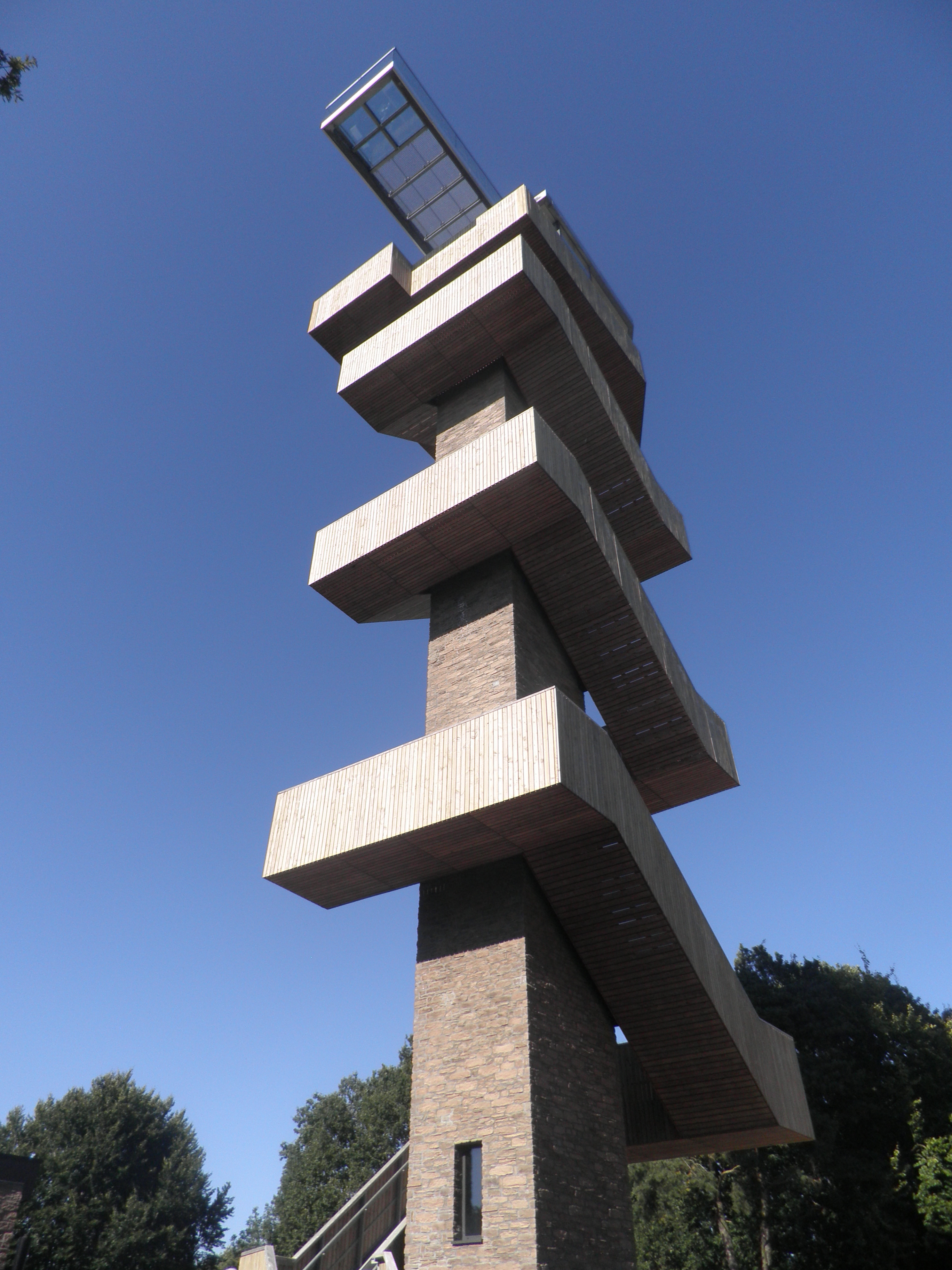
Dreiländereck: Triplice frontiera Germania, Belgio e Paesi Bassi

Nei dintorni vi sono altre attrazioni turistiche come:
- la foresta di Aquisgrana
- lo zoo Drimborner Wäldchen
- il Dreiländereck, punto di incontro delle frontiere di Germania, Belgio e Paesi Bassi

## Clima
| Aquisgrana          | Mesi | Mesi | Mesi | Mesi | Mesi | Mesi | Mesi | Mesi | Mesi | Mesi | Mesi | Mesi | Stagioni | Stagioni | Stagioni | Stagioni | Anno |
| Aquisgrana          | Gen  | Feb  | Mar  | Apr  | Mag  | Giu  | Lug  | Ago  | Set  | Ott  | Nov  | Dic  | Inv      | Pri      | Est      | Aut      | Anno |
| ------------------- | ---- | ---- | ---- | ---- | ---- | ---- | ---- | ---- | ---- | ---- | ---- | ---- | -------- | -------- | -------- | -------- | ---- |
| T. max. media (°C)  | 4,6  | 5,5  | 9,0  | 13,0 | 17,5 | 20,6 | 22,2 | 22,1 | 19,2 | 14,6 | 8,6  | 5,7  | 5,3      | 13,2     | 21,6     | 14,1     | 13,5 |
| T. min. media (°C)  | −0,1 | 0,0  | 2,0  | 4,4  | 8,0  | 11,2 | 12,9 | 12,9 | 10,5 | 7,2  | 3,4  | 0,9  | 0,3      | 4,8      | 12,3     | 7,0      | 6,1  |
| Precipitazioni (mm) | 67   | 57   | 66   | 62   | 74   | 82   | 84   | 80   | 66   | 66   | 75   | 75   | 199      | 202      | 246      | 207      | 854  |

## Economia
Il settore maggiormente sviluppato dell'economia cittadina è tuttora quello industriale, nel quale, oltre alle tradizionali attività tessili e siderurgiche, si sono sviluppati anche i settori meccanico, chimico e delle telecomunicazioni (Ericsson). Il settore alimentare è caratterizzato dalla presenza dello stabilimento produttivo della Lindt & Sprüngli nonché dalla tradizionale produzione del dolce regionale "Printen".
Fa parte della prima zona industriale europea, sviluppata tra Aquisgrana e la città olandese di Heerlen. Importante è anche il settore turistico, sia come città d'arte, sia per le sue acque minerali e le terme.

## Infrastrutture e trasporti
L'economia cittadina è favorita dalla sua posizione all'incrocio di importanti vie di comunicazione:
- autostrade A4 (Colonia-Maastricht) e A44 (Düsseldorf-Liegi);
- linea ferroviaria della rete Thalys ad alta velocità (Colonia-Parigi), che servono quattro stazioni ferroviarie (Hauptbahnhof, Westbahnhof, Rothe Erde e Schanz);
- aeroporto internazionale di Maastricht-Aachen (situato nei Paesi Bassi).
- aeroporti internazionali di Colonia/Bonn (80 km) e Düsseldorf (100 km)

I trasporti urbani sono assicurati da 41 linee di autobus.

## Amministrazione

### Gemellaggi
- Liegi
- Reims
- Toledo
- Ningbo
- Naumburg
- Montebourg
- Halifax
- Arlington

## Società

### Lingue e dialetti
In città si parla una varietà germanica appartenente al gruppo francone centrale, il ripuario, con un forte influsso da parte della lingua limburghese dovuto ai dialetti parlati nei vicini Paesi Bassi.

### Cucina
Una delle specialità culinarie per cui la città è più nota è il cosiddetto Aachener Printen, un tipo di pan di zenzero.

## Sport

### Calcio
L'Alemannia Aachen gioca nella terza divisione tedesca, ossia nella 3. Liga.
Molto seguita è anche la locale squadra di pallavolo delle Ladies in Black Aachen, militante in Bundesliga 1.
Ha dato i natali al calciatore tedesco Kai Havertz.